# Premio Sakharov per la libertà di pensiero

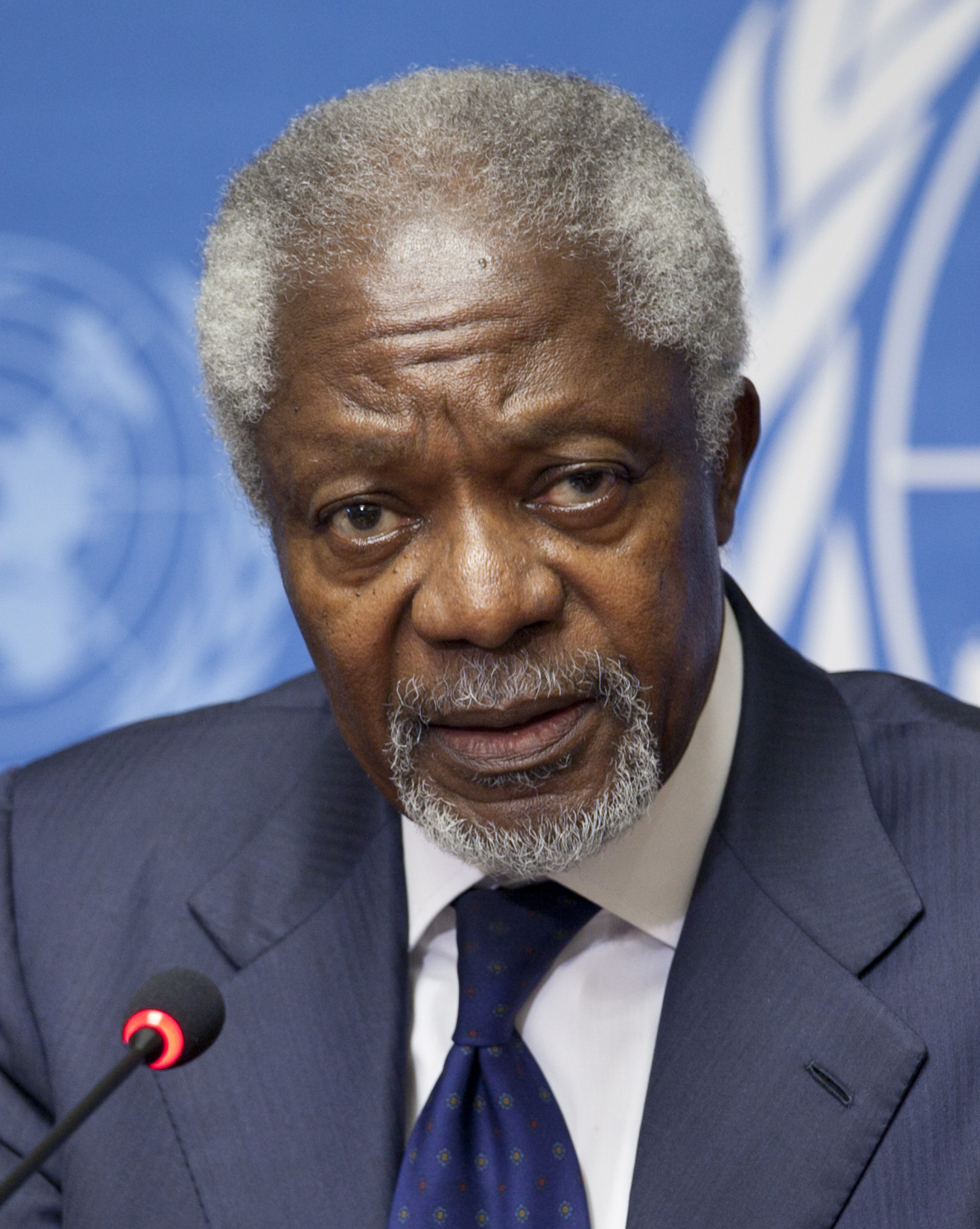
Kofi Annan, vincitore del premio nel 2003.

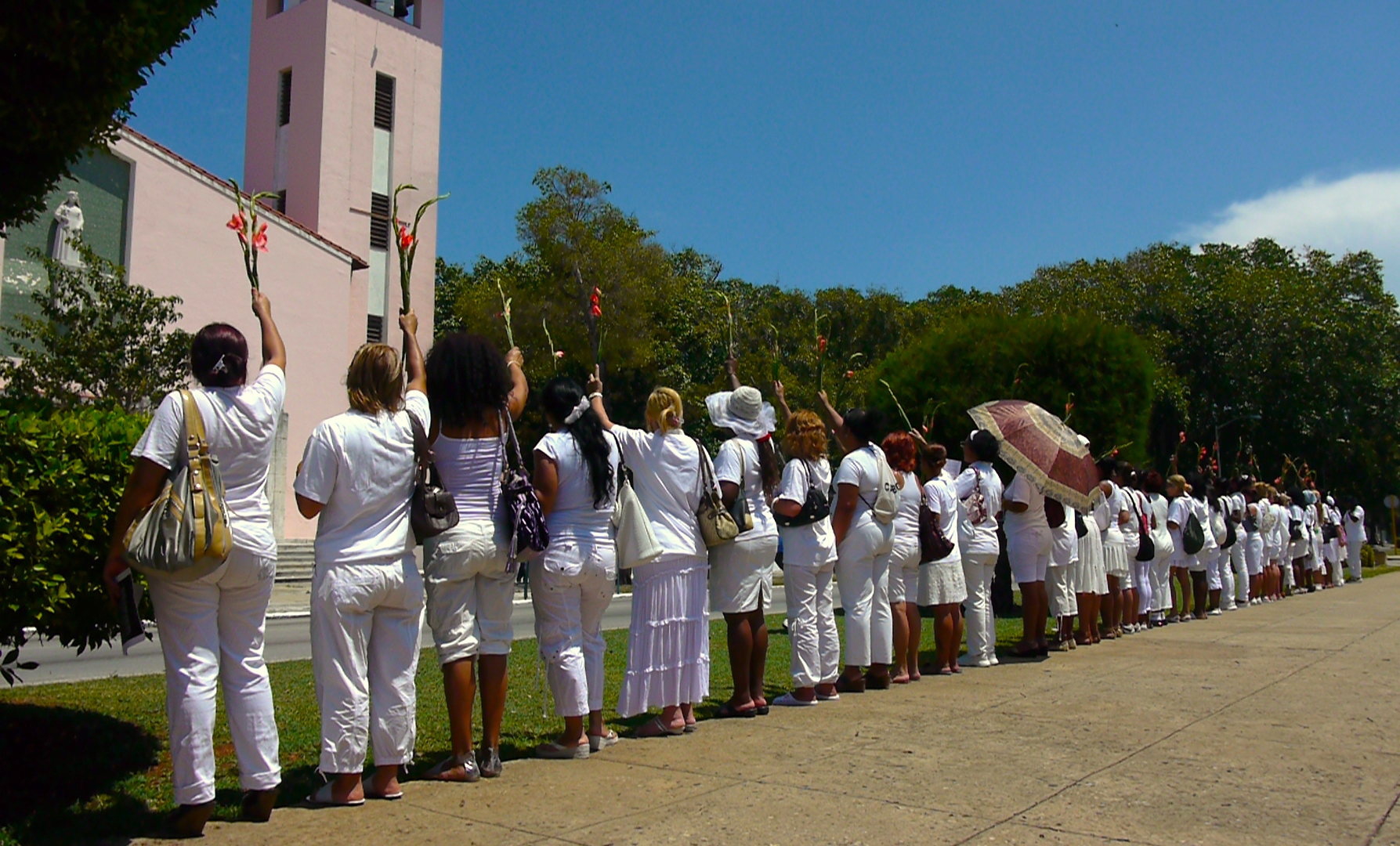
Membri delle Damas de Blanco vincitrici nel 2005, in una manifestazione a L'Avana, Cuba.

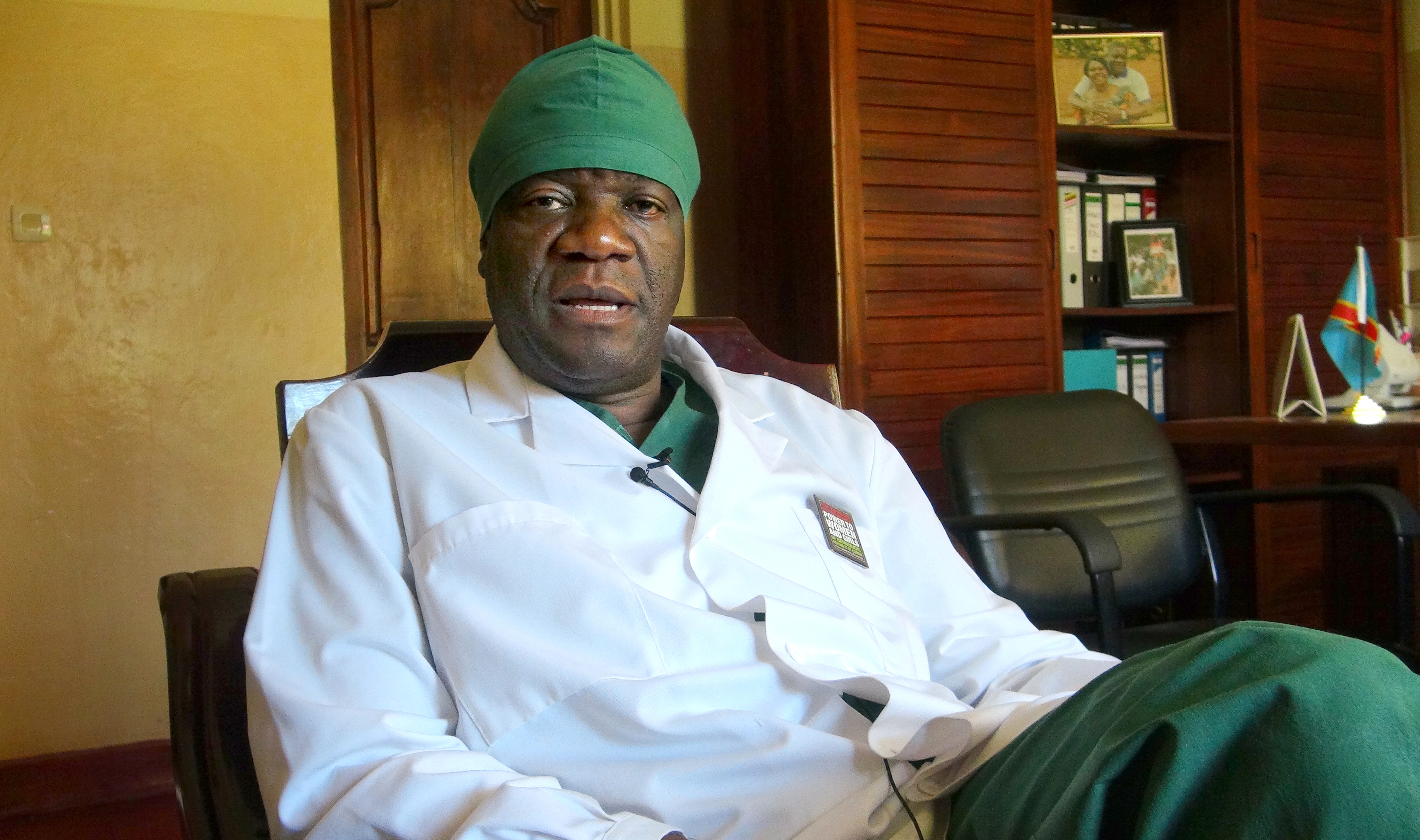
Il dottor Denis Mukwege, vincitore nel 2014

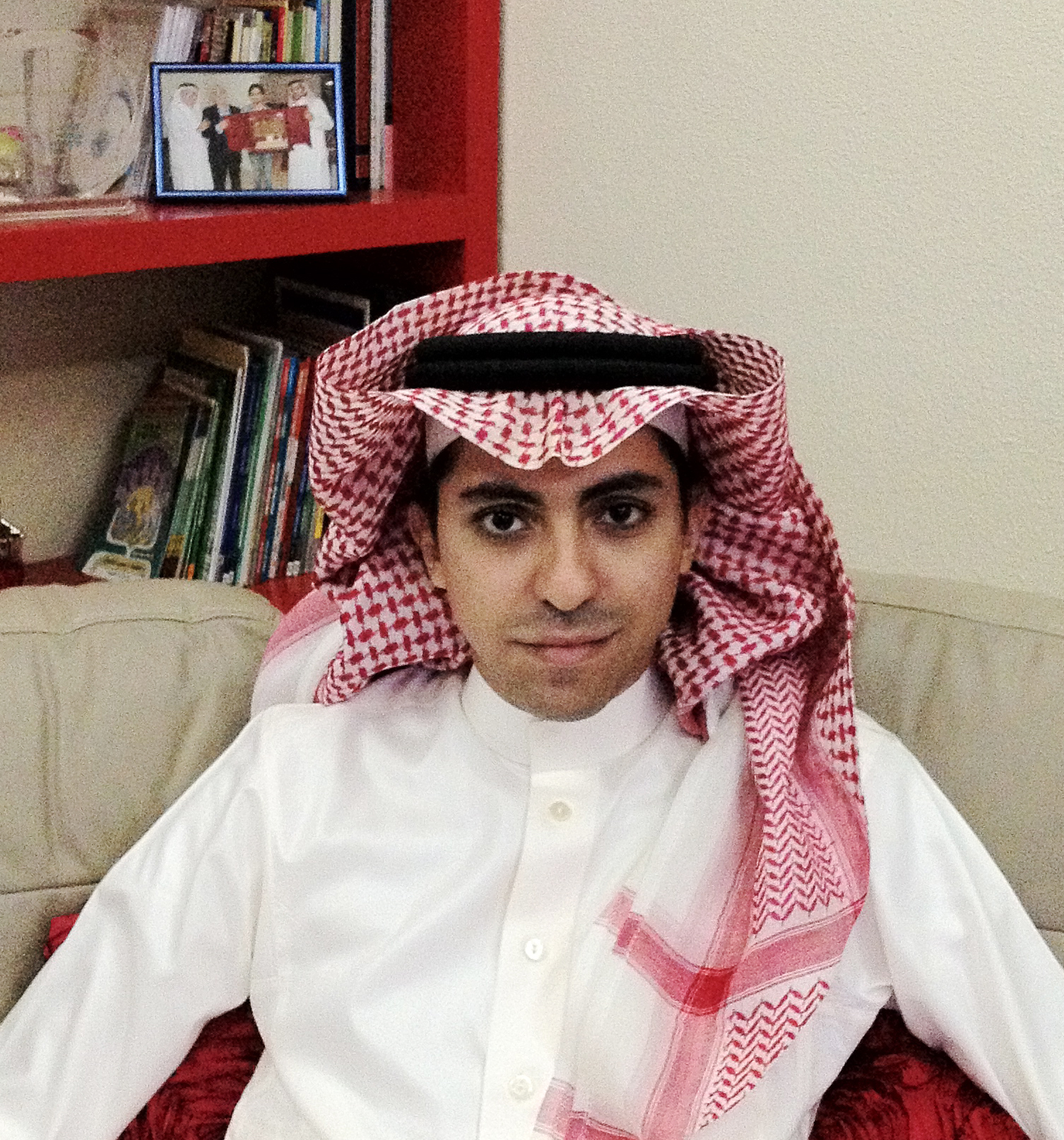
Lo scrittore Raif Badawi, vincitore nel 2015

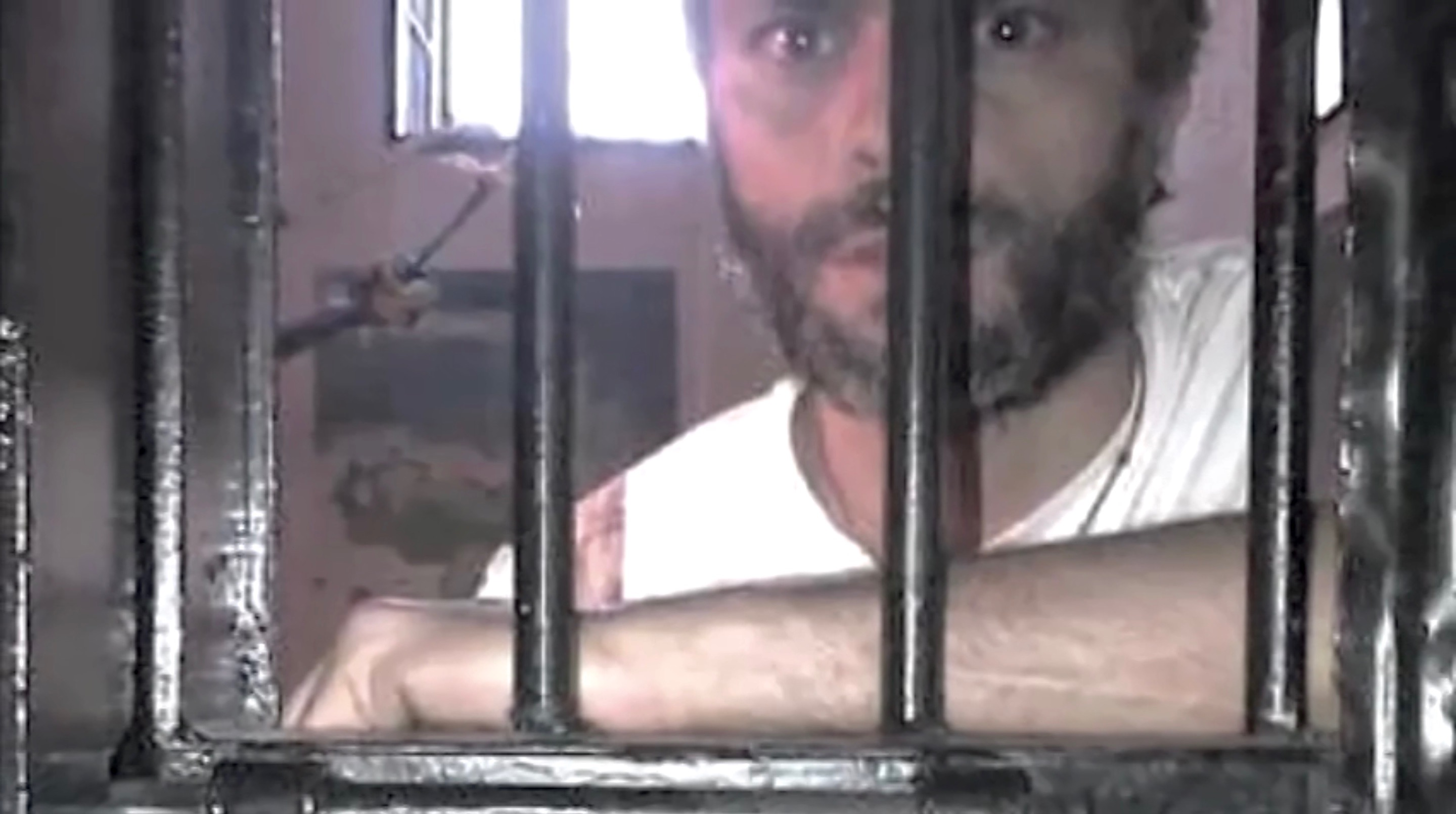
Leopoldo López, uno dei prigionieri politici venezuelani, vincitore nel 2017.

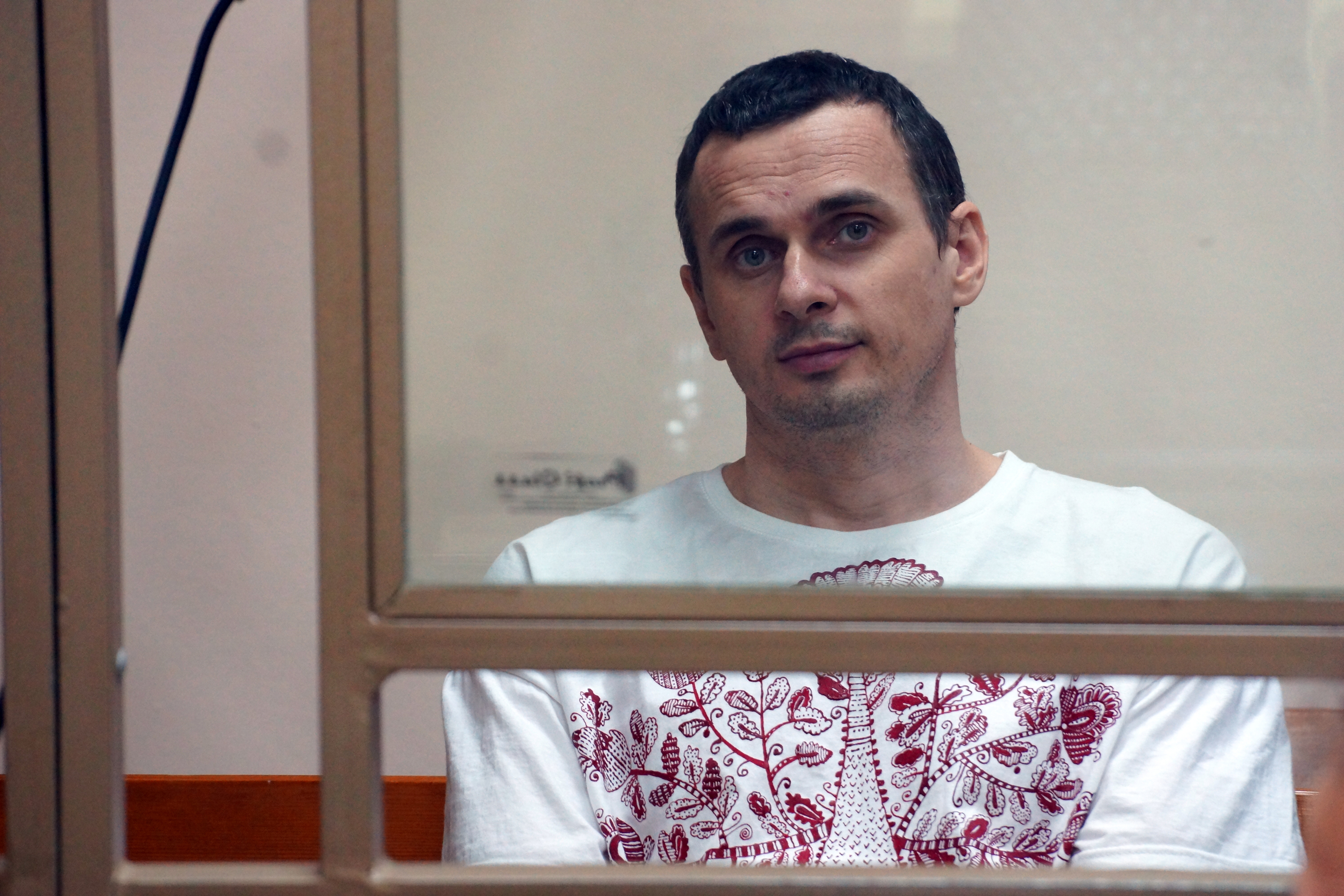
Il regista Oleh Sencov arrestato e condannato a 20 anni di reclusione dalla Russia, per non aver riconosciuto l'annessione della penisola di Crimea.

Il premio Sakharov per la libertà di pensiero è un riconoscimento dedicato allo scienziato e dissidente sovietico Andrej Dmitrievič Sacharov, istituito dal Parlamento europeo nel 1988 allo scopo di premiare persone od organizzazioni che abbiano dedicato la loro vita alla difesa dei diritti umani e delle libertà individuali.
Viene consegnato ogni anno in una data prossima al 10 dicembre, in ricordo del giorno della firma della dichiarazione universale dei diritti umani.

## Assegnatari
- 1988: Nelson Mandela, Anatolij Marčenko[1]
- 1989: Alexander Dubček
- 1990: Aung San Suu Kyi[2]
- 1991: Adem Demaçi
- 1992: Madri di Plaza de Mayo
- 1993: Oslobođenje
- 1994: Taslima Nasreen
- 1995: Leyla Zana
- 1996: Wei Jingsheng
- 1997: Salima Ghezali
- 1998: Ibrahim Rugova
- 1999: Xanana Gusmão
- 2000: ¡Basta Ya!
- 2001: Nurit Peled, Izzat Ghazzawi, Dom Zacarias Kamwenho
- 2002: Oswaldo Payá
- 2003: Organizzazione delle Nazioni Unite
- 2004: Associazione dei giornalisti bielorussi
- 2005: Damas de Blanco, Reporter senza frontiere, Huawa Ibrahim
- 2006: Alaksandar Milinkievič
- 2007: Salih Mahmoud Osman[3][4]
- 2008: Hu Jia
- 2009: Associazione Memorial
- 2010: Guillermo Fariñas[5]
- 2011: Asmaa Mahfouz, Ahmed al-Senussi, Razan Zaitouneh, Alì Farzat, Mohamed Bouazizi[1][6]
- 2012: Jafar Panahi, Nasrin Sotoudeh[7][8]
- 2013: Malala Yousafzai
- 2014: Denis Mukwege[9]
- 2015: Raif Badawi[10]
- 2016: Nadia Murad, Lamiya Aji Bashar[11]
- 2017: Opposizione in Venezuela[12]
- 2018: Oleh Sencov[13][14]
- 2019: Ilham Tohti
- 2020: Opposizione democratica in Bielorussia[15]
- 2021: Aleksej Naval'nyj[16]
- 2022: Popolo ucraino[17]
- 2023: Mahsa Amini e movimento di protesta "Donna, vita e libertà"[18]
- 2024: Opposizione democratica in Venezuela (María Corina Machado e Edmundo González Urrutia)